# Internacional Obrera y Socialista
La Internacional Obrera y Socialista, IOS, (en alemán Sozialistische Arbeiter-Internationale, SAI; en inglés Labour and Socialist International, LSI; y en francés Internationale Ouvrière et Socialiste, IOS), fundada en 1923 por la fusión de la Segunda Internacional y la Unión de Partidos Socialistas para la Acción Internacional. Dejó de funcionar al comenzar la Segunda Guerra Mundial. Su secretario fue Friedrich Adler, hasta 1939.
El congreso constituyente se realizó en Hamburgo (Alemania) entre el 21 y 25 de mayo de 1923. Fue la reconstrucción de la Segunda Internacional, que reunía los partidos socialistas, laboristas y socialdemócratas, a excepción de los afiliados a la Comintern. Su contraparte en las organizaciones sindicales era la Federación Sindical Internacional (también llamada la Internacional de Ámsterdam).
Posteriormente reconstruida y reformada como la Internacional Socialista en 1951.

## Congresos de la Internacional Obrera y Socialista
1. 21 al 25 de mayo de 1923, Hamburgo (Alemania)
2. 22 al 27 de agosto de 1925, Marsella (Francia)
3. 5 al 11 de agosto de 1928, Bruselas (Bélgica)
4. 25 de julio al 1 de agosto de 1931, Viena (Austria)

Además de una Conferencia Internacional entre el 21 y 25 de agosto de 1933 en París.